# Kollektiv-Theater
Das Kollektiv-Theater (türkisch Birlik Tiyatrosu) war das erste Theater in der Türkei, das sich an Brechts Epischem Theater orientierte. Unter der Leitung des Gründers, Vasif Öngören, existierte die Bühne mit Unterbrechungen von 1968 bis 1982 an verschiedenen Orten, zuletzt als Exiltheater in West-Berlin.

## Geschichte

### Das Kollektiv-Theater in der Türkei
Das Kollektiv-Theater („Birlik Tiyatrosu“) wurde 1968 in der Türkei von Vasif Öngören gegründet, zunächst als Spielgruppe in Ankara. Öngören hatte zuvor in der damaligen DDR in Ost-Berlin Theaterwissenschaft studiert und war Hospitant beim Berliner Brecht-Ensemble gewesen.
Das neu gegründete Theater entwickelte eine „antifaschistische Programmatik“ und die dort geleistete Theaterarbeit hatte „wesentlichen Anteil an der Brecht-Debatte in der Türkei“ (Zeitschrift für Literaturwissenschaft und Linguistik). Im März 1971 kam in der Türkei erneut eine Militärjunta an die Macht, die u. a. repressive Maßnahmen gegen die Bevölkerung ergriff. Das Kollektiv-Theater wurde wegen auf ihrer Bühne gefallenen Äußerungen mit sofortiger Wirkung verboten und ihr Gründer und Leiter in Haft genommen. Ein Kriegsgericht in Ankara verurteilte Öngören „zu sechs Jahren und acht Monaten Kerker und zwei Jahre Verbannung nach Ostanatolien“.
Eine Generalamnestie ermöglichte 1974 eine Neugründung des Theaters in Istanbul. Diese fand wiederum unter Leitung Öngörens  statt; beteiligt war aber auch eine bekannte Schauspielerin, Meral Taygun. Allerdings waren Inszenierungen aufgrund der innenpolitischen Verhältnisse in der Türkei wieder nur für wenige Jahre möglich.
Das Kollektiv-Theater führte neben Stücken von Bertolt Brecht auch an Brecht orientierte epische Theaterstücke auf, die Öngören eigens für sein Ensemble verfasste. So entstanden Stücke wie das meistaufgeführte Asiye Nasıl Kurtulur? (1969) und Zengin Mutfağı (1977). Diese wurden später, nachdem sich die politische Lage in der Türkei wieder verändert hatte, in den 1980er Jahren zum Teil erfolgreich verfilmt.

### Das Projekt „Kollektiv-Theater GmbH“ in West-Berlin
1977 ging Öngören aus politischen Gründen ins Exil und in das damalige Westdeutschland. 1980 gründete er in West-Berlin das Unternehmen „Kollektiv-Theater GmbH“ und setzte seine Theaterarbeit fort. Die erste Aufführung in Berlin war Menschenlandschaften von Nazim Hikmet, später folgten Inszenierungen eigener Stücke Öngörens. Das Theater blieb damit seiner in der Türkei entwickelten antifaschistischen Linie treu und führte diese insbesondere mit Öngörens eigenen Stücken weiter. Darüber hinaus verstand es sich fortan „als Arbeitertheater, das einen Beitrag zur Emanzipation türkischer Arbeiter (in Deutschland) und der Vermittlung der türkischen Kultur an Deutsche leisten sollte“. Besondere Beachtung diesbezüglich fand die Inszenierung des Stücks Die Küche der Reichen, welche jeweils von einem deutschsprachigen und einem türkischsprachigen Ensemble an verschiedenen Abenden stattfand.
Letztlich scheiterte das unsubventionierte Projekt, das auch an einer Reihe von Theaterfestivals teilnahm, jedoch „aus ökonomischen Gründen“.
Heute gilt die Gründung der „Kollektiv-Theater GmbH“ als einer der „professionellsten Versuche, türkisches Theater in Berlin zu etablieren“. Die Zeitschrift Theater der Zeit nannte es sogar „eines der wenigen, aber herausragenden Beispiele“ in Bezug auf sogenanntes „Ausländertheater“ in Deutschland überhaupt.